# Кусраев, Юрий Георгиевич
Ю́рий Гео́ргиевич Кусра́ев (род. 9 августа 1955 года) — советский и российский учёный-физик, руководитель отделения физики твёрдого тела Физико-технического института имени А. Ф. Иоффе РАН, лауреат премии имени А. Ф. Иоффе (2011).
Специалист в области оптической спектроскопии, спиновой физики и магнитооптики, один из основателей нового направления в физике твёрдого тела — спинтроники.

## Профессиональное становление
Родился 9 августа 1955 года. Младший брат математика, доктора физико-математических наук, профессора Анатолия Георгиевича Кусраева (1953 г.р.).
После окончания НГУ поступил в аспирантуру Физтеха в 1979 году. Защищённая в 1984 году кандидатская диссертация была написана под руководством учёного-спектроскописта академика Б. П. Захарчени и посвящена исследованию оптической ориентации электронных и ядерных спинов в кристаллах тетрагональной симметрии.

## Исследовательская работа и вехи карьеры
В конце 1980-х годов инициировал исследования разбавленных магнитных полупроводников. Данное направление находится на стыке физики полупроводников, магнетизма и физики неупорядоченных систем. В процессе работы обнаружил и теоретически обосновал ряд новых магнитооптических явлений. Показал возможность практического использования разбавленных магнитных полупроводников и структур на их основе в качестве ячеек памяти.
На базе этих исследований Кусраевым была написана и защищена в 2000 году докторская диссертация «Фото- и магнитоиндуцированные эффекты в полумагнитных полупроводниках и квантоворазмерных структурах».
В 2005 году был избран директором отделения физики твёрдого тела ФТИ имени А. Ф. Иоффе и одновременно назначен заведующим лабораторией оптики полупроводников.
В 2008 году был зарегистрирован как кандидат в члены-корреспонденты РАН.
В 2010 году переизбран на пост директора отделения физики твердого тела.
Сотрудники отделения в 2012—2013 годах приняли участие в конкурсе правительственных грантов (так называемых «мегагрантов») и в 2013 году выиграли этот конкурс.
В течение 2013—2014 годов Кусраевым был подготовлен совместный российско-немецкий проект в области спинтроники, а в начале 2015 года было объявлено о создании и поддержке российским и немецким научными фондами (РФФИ и DFG) совместного российско-немецкого центра по сотрудничеству — International Collaborative Research Centre (ICRC). Кусраев является руководителем этого центра с российской стороны.
Автор более 100 научных трудов в области спинотроники, которые публиковались в престижных российских и международных журналах (Письма в ЖЭТФ, ЖЭТФ, Physical Review Letters, Nature Physics и др.).
В 2019 году являлся одним из трёх претендентов на должность директора ФТИ РАН.

## Научно-организационная деятельность
Член научного совета РАН по физике полупроводников, член редколлегии журнала «Физика твердого тела», специализированного докторского совета при ФТИ им. А. Ф. Иоффе, член программных комитетов российских и международных конференций. В течение ряда лет был членом редколлегии международного журнала «Semiconductor Science and Technology». Под руководством Кусраева или с его непосредственным участием было организовано несколько российских и международных конференций, является постоянным членом программного комитета российской конференции по физике полупроводников.
Является координатором программы Отделения физических наук РАН «Спин-зависимые явления в твердых телах и спинтроника», руководителем проекта по теме Роснауки «Разработка методов получения магнитополяронных наноструктур и создание на их основе устройств спинтроники» и других проектов.

## Награды
- Премия имени Я. И. Френкеля (совместно с А. В. Кудиновым, за 2003 год) — за цикл работ «Наблюдение новых магнитооптических эффектов в наноструктурах методом экситонной спектроскопии»[2]
- Премия имени А. Ф. Иоффе (совместно с В. В. Устиновым, И. А. Меркуловым, за 2011 год) — за цикл работ «Спиновые явления в полупроводниковых, металлических и магнитных наноструктурах»
- Медаль Е. Ф. Гросса (за 2012 год) — за исследование спиновых явлений в полупроводниках и полупроводниковых наноструктурах, спиновой динамики электронов, экситонов и магнитных поляронов в разбавленных магнитных полупроводниках[2]